# Juan de Abadal Calderó
Juan de Abadal Calderó (Vich, 1866-19??) fue un religioso español.
Ingresó en la Compañía de Jesús en 1886. Brilló por sus conocimientos filosóficos y teológicos y sus profundos estudios de cuestiones político-sociales.
Escribió:
- Un ejemplo de acción católica (Barcelona, 1906)
- La Cosmogonía mosaica (Barcelona, 1906)